# 岱岳乡
岱岳镇，是中国山西省朔州市山阴县下辖的一个乡镇级行政单位。

## 行政区划
岱岳镇共辖以下地区：
南大道村、先进村、化家岭村、兰园村、梁山村、花园村、堡子巷村、阎家巷村、安祥寺村、小快乐村、麻疃村、刘家岭村、解庄村、北王庄村、七里沟村、夏家窑村、上岱岳村、王家涧村、关岱岳村、上沙河村、下沙河村、新大滩村、甘庄村、鸳鸯会村、郭家窑村、兰家窑村、贾家窑村。